# 卡皮·庞德克斯特
卡皮·玛丽·庞德克斯特（英語：Cappie Marie Pondexter，1983年1月7日—），美国前职业篮球运动员 ，曾效力于WNBA的印第安纳狂热队。2011年，她被球迷评选为WNBA历史15大球员之一。